# 秋之回憶6 Next Relation
《秋之回憶6～Next Relation～》是5pb.发售的Xbox360用恋愛冒险游戏。CERO的评级为B级适合12岁以上玩家。本作是秋之回忆系列的第6作后传。采用了与11eyes CrossOver（Xbox 360）相同的AVG游戏系统，同时搭载了用语解说。